# Amata gilolensis
Amata gilolensis är en fjärilsart som beskrevs av Rothschild. Amata gilolensis ingår i släktet Amata och familjen björnspinnare. Inga underarter finns listade i Catalogue of Life.